# Rhopalodes otophora
Rhopalodes otophora là một loài bướm đêm trong họ Geometridae.